# 孫匡
孫匡（184之後—3世紀），字季佐，長沙太守孫堅与吴夫人第四子，長沙桓王孫策、吳大帝孫權及丹楊太守孫翊之弟。

## 生平
初平三年（192年）孫堅下葬後，孫策舉家移居江都，並在那裏遇到張紘，孫策決定向袁術請得父親舊部，佔領吳郡與會稽以報父仇，並留老母與幼弟們在內的家屬給張紘照顧。
《三國志裴注》引《魏书》言孙坚死后，孫策曾將父親的烏程侯爵位讓位給孫匡來承襲。不过197年，漢獻帝又下诏封孙策为骑都尉，仍命其袭爵乌程侯。
200年初，曹操用怀柔政策向孫氏示好，孫匡因此娶了曹操弟弟的女儿。后来孫匡舉孝廉茂才，未試用而早卒，时年二十馀。

## 家庭

### 祖父
- 孫鍾，孫堅父，其兄孫權稱帝後追諡其祖父為孝懿王。

### 父母
- 孫堅，親父，東漢长沙太守、破虜將軍，在與黃祖作戰時因中流矢而身亡，孫權稱帝後追諡其親父孫堅為武烈皇帝。
- 吳夫人，親母，孫堅元配妻子，孫權稱帝後追諡其親母為武烈皇后。

### 伯叔父
- 孫羌，孫堅兄，伯父，早卒。
- 孫靜，孫堅弟，叔父，平定江東後向孫策请求調回故鄉做縣長，病死於家中。

### 舅親
- 徐真，父親孫堅之妹夫
- 吳景，母親吳夫人之弟

### 兄弟
- 孫策，長兄，孫吳奠基者，其兄孫權稱帝後追諡其長兄為長沙桓王。
- 孫權，次兄，221年拜吳王，229年稱帝亦作吳大帝。
- 孫翊，三兄，203年封偏將軍，領丹楊太守，後遭左右邊鴻所殺害。
- 孫朗，庶弟，因烧毁军粮被逐出孫氏宗室改姓丁氏。

### 姊妹
- 孙氏，嫁弘咨。
- 孙氏，嫁陈某。
- 孫夫人，妹，《三國演義》中名為孫仁，戲曲稱為孫尚香。後嫁於梟雄劉備。

### 妻
- 曹氏，曹操弟弟之女。《三国演义》作曹仁女

### 子
- 孫泰（曹氏之甥、為長水校尉。嘉禾三年，跟從孫權圍新城，中流矢而死）

### 孫
- 孫秀（為前將軍，夏口都督。孫皓忌其為公室至親而握兵在外，欲殺孫秀。秀遂降晉，晉封秀為驃騎將軍、儀同三司，封會稽公。）

## 評價
《三国志·宗室传》：“夫亲亲恩义，古今之常。宗子维城，诗人所称。况此诸孙，或赞兴初基，或镇据边陲，克堪厥任，不忝其荣者乎！故详著云。”

## 延伸阅读
[在维基数据编辑]
 《三國志·卷51》，出自陳壽《三國志》

1. ↑  《江表传》：建安二年夏，汉朝遣议郎王誧奉戊辰诏书曰：“董卓逆乱，凶国害民。先将军坚念在平讨，雅意未遂，厥美著闻。策遵善道，求福不回。今以策为骑都尉，袭爵乌程侯，领会稽太守。”